# Distrikt Samanco
Der Distrikt Samanco ist einer von 9 Distrikten der Provinz Santa und liegt in der Region Ancash in West-Peru. Der 154,14 km² große Distrikt wurde am 15. April 1955 gegründet. Beim Zensus 2017 lebten 4770 Einwohner im Distrikt Samanco. Im Jahr 1993 lag die Einwohnerzahl bei 3650, im Jahr 2007 bei 4218. Verwaltungssitz ist die Kleinstadt Samanco.
Der Distrikt Samanco liegt etwa 23 km südlich der Großstadt Chimbote an der Pazifikküste im Südwesten der Provinz Santa. Er hat eine etwa 28 km lange Küstenlinie und reicht etwa 11 km ins Landesinnere. Der Río Nepeña (im Unterlauf auch Río Samanco) durchfließt den Distrikt in westlicher Richtung und mündet bei der Stadt Samanco ins Meer. Das Flusswasser wird größtenteils zur Bewässerung der entlang des Flusslaufs gelegenen landwirtschaftlich genutzten Flächen abgezweigt. Die Landschaft ist ansonsten wüstenhaft. Der Distrikt Samanco grenzt im Norden an den Distrikt Nuevo Chimbote, im Nordosten an den Distrikt Nepeña, im Südosten an den Distrikt Casma sowie im äußersten Süden an den Distrikt Comandante Noel (die beiden letzteren in der Provinz Casma). Die Nationalstraße 1N (Panamericana) verläuft in nördlicher Richtung durch den Distrikt.

## Ortschaften im Distrikt
- Besique
- Choreadero
- El Arenal
- El Cruce
- Huambacho Nuevo
- Huambacho Viejo
- La Boquita
- La Capilla
- La Cumbre
- Los Chimus
- Mipe
- San Pedro